# Machadinho
Machadinho est une ville brésilienne du nord-ouest de l'État du Rio Grande do Sul.

## Géographie
Machadinho se situe par 27° 34' 01" de latitude sud et par 51° 40' 04" de longitude ouest, à une altitude de 757 mètres. Sa population était de 5 503 habitants au recensement de 2007. La municipalité couvre une superficie de 334 km2.
Elle est séparée de l'État de Santa Catarina par le rio Uruguai.